# Megalopodidae
Famille
Les Megalopodidae sont une famille d'insectes appartenant à l'ordre des coléoptères.

## Liste des sous-familles
Selon ITIS (22 juin 2021) :
- sous-famille Megalopodinae Latreille, 1802
- sous-famille Palophaginae Kuschel & May, 1990
- sous-famille Zeugophorinae Böving & Craighead, 1931

Selon Paleobiology Database (22 août 2014) et BioLib (26 avril 2020) :
- sous-famille Megalopodinae
- sous-famille Palophaginae
- sous-famille Zeugophorinae